# Lutjanus johnii
Lutjanus johnii är en fiskart som först beskrevs av Bloch 1792.  Lutjanus johnii ingår i släktet Lutjanus och familjen Lutjanidae. Inga underarter finns listade i Catalogue of Life.